# Meliolales
Meliolales é uma ordem de fungos da classe Sordariomycetes.

## Famílias
- Armatellaceae
- Meliolaceae